# Альтернативний сплайсинг

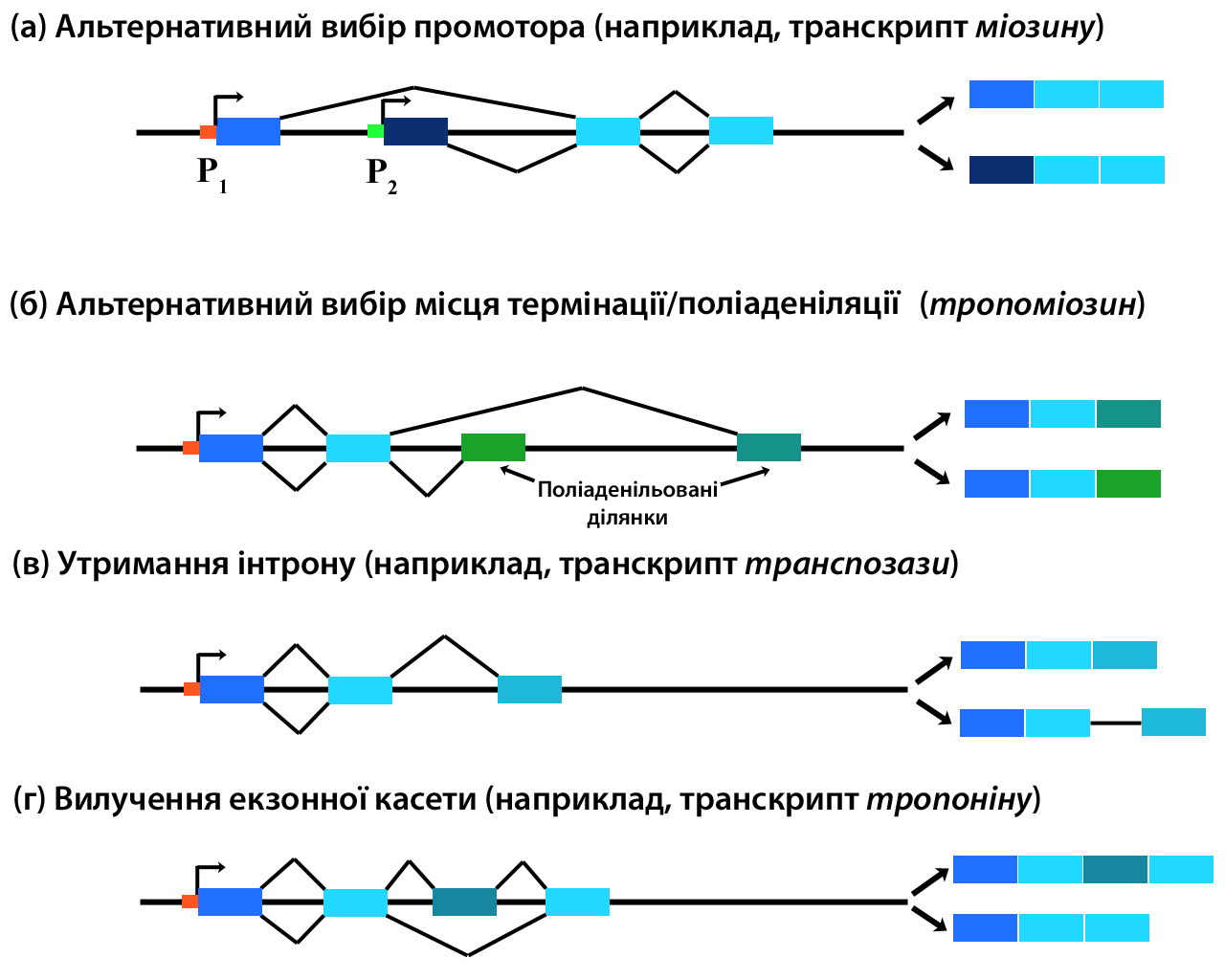
Методи альтернативного сплайсингу

Альтернативний сплайсинг — механізм виникнення варіацій при сплайсингу РНК за рахунок відокремлення екзонів попередника мРНК (пре-мРНК) і їх повторного з'єднання. В результаті отримуються альтернативні варіанти нуклеотидної послідовності мРНК. Ці варіанти мРНК, мРНК-ізоформи.  або сплайс-варіанти, потім зазвичай використовуються у процесі трансляції та переводяться в амінокислотну послідовність, формуючи ізоформи білків. Таким чином, альтернативний сплайсинг збільшує різноманітність білків, що синтезуються клітиною.
Альтернативний сплайсинг вважається основним процесом, що призводить до різноманіття білків (поряд з обмеженим протеолізом, редагуванням мРНК тощо), яке значно перевищує кількість генів у геномах організмах. Так, наприклад, у геномі людини знаходиться менше 19 тисяч функціональних генів. Водночас кількість відомих білків людини, за базою даних UniProt, перевищує 154 тисячі станом на липень 2016 року.

## Історія дослідження
Альтернативний сплайсинг було вперше описано 1977 року в аденовірусів. У 1981 році подібний механізм було виявлено при синтезі гормону ссавців кальцитоніну. Цього ж року було доведено, що мРНК антитіл також підлягають альтернативному сплайсингу. Надалі таких білків було виявлено тисячі. 
Найбільше сплайс-ізоформ, які утворюються з однієї пре-мРНК, відомо для гена DSCAM з нервової системи дрозофіли: 2000 року в нього було описано більше 38 тисяч варіантів.